# Milton Ager
Milton Ager (Chicago, 1893. október 6. – Los Angeles, 1979. május 6.), amerikai dalszerző. Az 1920-as és 1930-as évek egyik legjobb dalszerzője. Leghíresebb szerzeményei az „Ain't She Sweet?” és a „Happy Days Are Here Again”.

## Pályafutása
Zsidó családban született hatodik gyerekként a kilenc közül. Zongorázni tanult. A gimnáziumot három év után otthagyta zenei karrierje kedvéért.
A chicagói Waterson, Berlin & Snyder zenei kiadónál kezdett dolgozni, és Gene Greene énekesnő kísérőjeként és némafilmek alá zongorázott. 1914-ben New Yorkba költözött és kiadója hangszerelőjeként Pete Wendlinggel közösen zeneszámokat is kezdett írni.
Megírta első sikeres slágerét, a "„Everything is Peaches Down in Georgia”-t Al Jolson számára Grant Clarke szövegíróval. Ezt követően Jack Yellen szövegíróval kezdett dolgozni. Együtt írták például a „A Young Man's Fancy” című dalt. Sikerek aratott az „I'm Nobody's Baby” is.
1922-ben Ager és Yellen társalapították az Ager, Yellen és Bornstein kiadócéget. Az elkövetkezendő évtizedben számos slágert írt, főleg Yellen szövegével.
1930-ban Hollywoodba költözött és közreműködött olyan filmekben, mint a Chasing Rainbows és a King of Jazz (1930). Az „A Bench in the Park” című filmben hangzott el a  "Happy Days Are Here Again", amely Franklin D. Roosevelt kampánydala volt.
Miután a Warner Brothers megvásárolta az Ager, Yellen és Bornstein céget, Ager még évekig sikeres volt Hollywoodban. Az 1940-es években aztán gyakorlatilag visszavonult. 1979-ben bekerült a Songwriters Hall of Fame-be.

## Dalok
- Rockaway Hunt Fox Trot (1915)
- Erin Is Calling (1916)
- Tom, Dick and Harry and Jack (Hurry Back) (1917)
- Everything is Peaches Down in Georgia, & George W. Meyer (1918)
- France We Have Not Forgotten You (1918)
- Anything is Nice (1919)
- Freckles (1919)
- There's a Lot of Blue-Eyed Marys Down in Maryland (1919)
- A Young Man's Fancy (1920)
- I'm Nobody's Baby (1920)
- Lovin' Sam (1920)
- Who Cares? (1920)
- Stay Away From Louisville Lou (vagy Louisville Lou vagy That Vampin' Lady (1923)
- Hard Hearted Hannah (The Vamp of Savannah) (1924)
- I Wonder What's Become of Sally (1924)
- Big Bad Bill (Is Sweet William Now) (1924)
- I Certainly Could (1926)
- Hard-To-Get Gertie (1926)
- Ain't She Sweet (1927)
- Vo-Do-De-O (1927)
- I Still Love You (1928)
- If You Don't Love Me (1928)
- Oh Baby (1928)
- Glad Rag Doll (1928)
- Happy Days Are Here Again (1929)
- I May Be Wrong (1929)
- Happy Feet (1930)
- Some Day We'll Meet Again (1932)
- Trust in Me (1937)
- I Keep Coming Back for More (1938)
- Keep 'em Smiling (1942)

### Broadway musical
- What's in a Name? (1920)
- Rain or Shine (1928)
- Murray Anderson's Almanac (1929)

## Díjak
- Songwriters Hall of Fame

## Filmek
Milton Ager az IMDb-n